# Bouhadjar
Bouhadjar là một đô thị thuộc tỉnh El Tarf, Algérie. Dân số thời điểm năm 2002 là 16.385 người.